# Villa Hanf

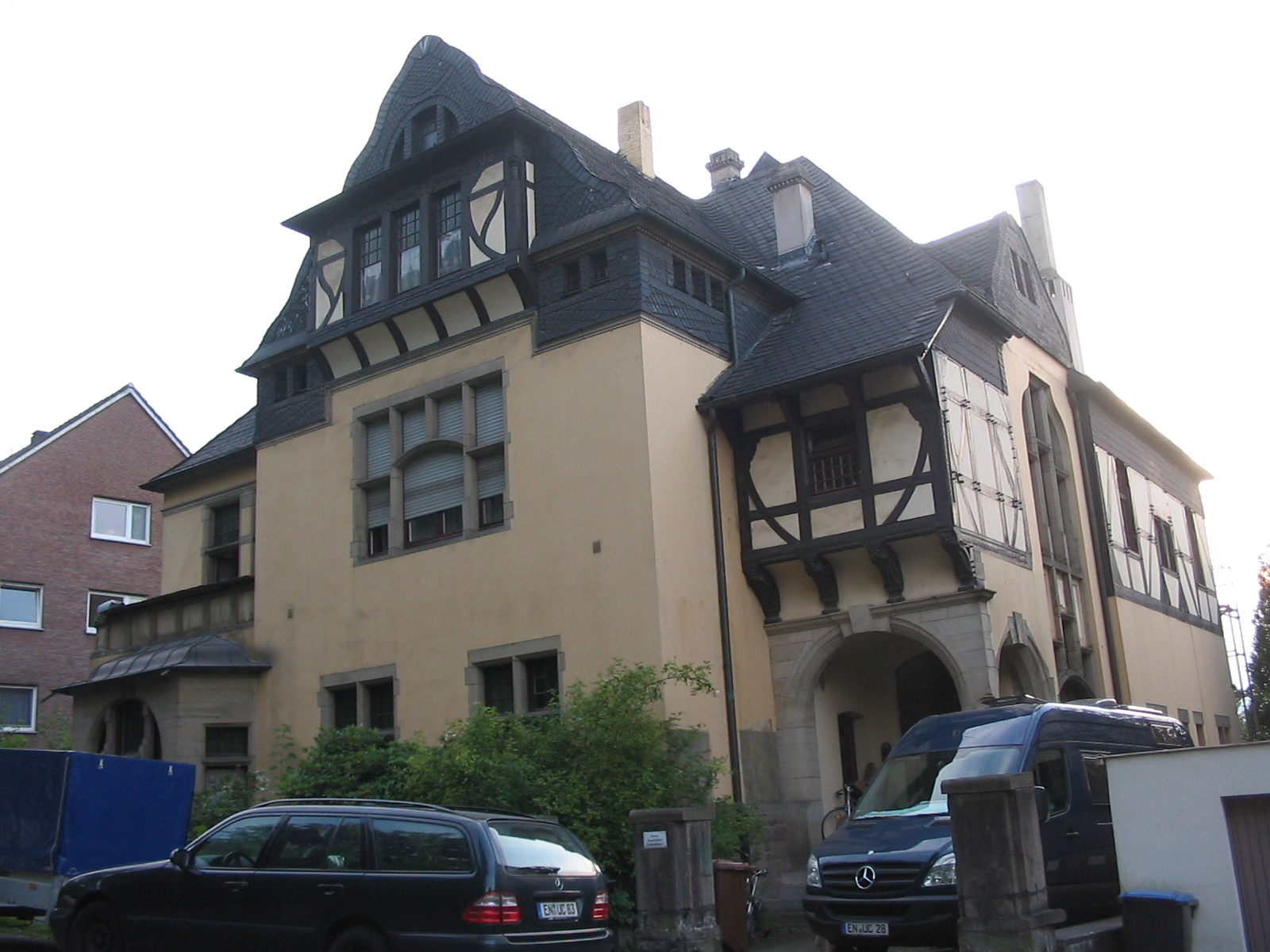
Villa Hanf

Die Villa Hanf befindet sich am Parkweg 14 (bis 1913 Johannisweg 12) in Witten. Der Bankier Moritz Hanf und seine Frau Rebecca Hanf erbauten das Haus, das vom Jugendstil geprägt ist, und zogen hier 1903 ein. In der Reichskristallnacht vom 9. auf den 10. November 1938 versteckten sich die Eheleute Hanf im Keller ihres Hauses, während die Nazis das Haus verwüsteten. Zwei Monate später flohen sie in die Niederlande. Moritz Hanf verstarb 1943 in den Niederlanden, Rebecca Hanf wurde 1944 in Auschwitz ermordet. Vor dem Haus erinnern seit dem 4. April 2014 Stolpersteine an die Familie. Die Villa ist seit dem 19. April 1983 denkmalgeschützt.